# Byttneria dentata
Byttneria dentata är en malvaväxtart som beskrevs av Johann Baptist Emanuel Pohl. Byttneria dentata ingår i släktet Byttneria och familjen malvaväxter. Inga underarter finns listade i Catalogue of Life.